# Японський чай

## Історія японського чаю
Відомо, що культура чаювання виникла в Стародавньому Китаї. Вона значно розвинулась в періоди Тан (618-907 рр.) та Сун (960-1279 рр.), а також передалась Кореї та Японії, що призвело до формування сучасної витонченої чайної культури. 
Чай вперше був завезений в Японію в період Нари (710-793 рр). Звичай пити чай з матчі набув популярності після того, як японський чернець Ейсай (1141-1215 рр.) представив техніку та спосіб вирощування цього виду чаю у 1191 році. У Китаї культура вживання матчі поступово зникла і її замінив звичайний зелений чай, тоді як у Японії з розвитком вчення Дзен матча стає основним для японської чайної церемонії.
Звичай пити зелений чай в Японії був запроваджений китайським предком, який заснував храм Манбокса в Уджі в середині 17 століття. Передана культура зеленого чаю – церемонія чаю з листям, яка була заснована в стилі династії Мін, і вона швидко поширилась по всій Японії. 

## Види японського чаю
Існує три основних види: чорний чай, чай улун та зелений чай. Більшість японського чаю — це зелений чай.[джерело?] Японці докладають великих зусиль, щоб чайне листя було свіжим та гарним, та містило спеціальні елемент, які покращують здоров'я. Зелений чай також поділяють на два види залежно від способу вирощування. Перший метод був впроваджений в Китаї, він зумовлений вирощуванням чайного листя під впливом сонячного світла. Саме цим способом вирощується більшість зеленого чаю в Японії.
Інший метод — це повне захищення чайного листя від сонячного світла. Такий спосіб був розроблений в Японії для виготовлення смачної матчі, і поступово перетворився на метод вирощування «окро», відомий як японський зелений чай вищого сорту.

## Користь чаю з матча
Для отримання максимальної користі від чаю, чай з матчі краще пити з цілим заварним листям. Деякі елементи чайного листя не розчиняються у воді, і тільки третина катехінів розщеплюються у організмі. У старовину чай розглядали не тільки як ліки для покращення здоровя, але й як містичний еліксир, який лікує хвороби. На сьогодні цей факт є наукового доведеним і обґрунтованим. Зокрема, чай матча відомий  своєю антиоксидантною активністю та антигіпертензивним ефектом, також він уповільнює процес старіння та є ефективним у профілактиці діабету та раку. 